# IC 3127
IC 3127 је спирална галаксија у сазвјежђу Дјевица која се налази на листи објеката дубоког неба у Индекс каталогу.
Деклинација објекта је + 11° 52' 12" а ректасцензија 12h 18m 35,2s. Привидна величина (магнитуда) објекта IC 3127 износи 15,3 а фотографска магнитуда 16,1. IC 3127 је још познат и под ознакама MCG 2-31-84, CGCG 69-138, CGCG 70-1, VCC 302, 8ZW 180, VCC 295, PGC 39546.